# 奧斯曼內利
奧斯曼內利是土耳其的城鎮，由比萊吉克省負責管轄，位於該國西北部，距離伊斯坦堡約200公里，面積526平方公里，海拔高度102米，2011年人口14,285。

## 外部連結
- Osmaneli municipality's official website（页面存档备份，存于） （土耳其文）

40°21′N 30°01′E / 40.350°N 30.017°E